# Vețel
Vețel là một xã thuộc hạt Hunedoara, România. Dân số thời điểm năm 2002 là 2762 người.